# Matteo Ardemagni
Matteo Carlo Ardemagni (* 26. März 1987 in Mailand, Italien) ist ein italienischer Fußballspieler, der als Stürmer agiert und aktuell bei der ACN Siena in der italienischen Serie C spielt.

## Karriere
Ardemagni begann seine Karriere in der Jugend des AS Sancolombano. Im Sommer 2005 wechselte er zum AC Mailand. Dort stieg er in den Profikader auf, wurde jedoch in drei aufeinander folgenden Spielzeiten jeweils an kleinere Vereine verliehen, um Erfahrung zu sammeln. 2008 wechselte er zur US Triestina, schloss sich jedoch bereits ein Jahr später der AS Cittadella an. Dort konnte er sich erstmals richtig etablieren und erzielte in 38 Spielen 22 Tore. Dennoch wechselte er zu Atalanta Bergamo und steckte sich so höhere Ziele. Nach einer weiteren Leihe zu Calcio Padova folgte ein eineinhalbjähriges Leihgeschäft mit dem FC Modena, wo er besonders in der Saison 2012/13 stark aufspielte und Zweiter der Torschützenliste mit 23 Treffern wurde. In den darauffolgenden Spielzeiten wurde er regelmäßig verliehen, bis er sich im Sommer 2016 dem Zweitligisten US Avellino 1912 anschloss.